# Гринвейл (аэропорт)
Аэропорт Гринвейл (англ. Greenvale Airport), (ИАТА: GVP, ИКАО: YGNV) — региональный аэропорт, расположенный в посёлке Гринвейл, штат Квинсленд, Австралия. Въезд в аэропорт находится на шоссе Грегори, примерно в 2 милях к востоку от Гринвейла.

## Модернизация
В мае 2021 года газета The North Queensland Register сообщила, что взлётно-посадочные полосы в Гринвейле и Пентленде будут модернизированы благодаря средствам, полученным в рамках восьмого раунда программы федерального правительства по модернизации удалённых взлётно-посадочных полос. Каждый из этих аэропортов должен был получить гранты в размере 150 000 долларов США для повышения безопасности и улучшения всепогодного доступа. В рамках программы модернизации планировалось заменить освещение взлётно-посадочной полосы, установить ограждение по периметру для защиты от кенгуру, убрать лишние деревья и установить маркерные конусы.